# بني مراق تامريخت (بني رزين)
بني مراق تامريخت هي إحدى مشيخات المملكة المغربية، تتبع جغرافيا لإقليم شفشاون وإداريًا لبني رزين. يقدر عدد سكانها بـ 5842 نسمة حسب الإحصاء الرسمي للسكان والسكنى لسنة 2004.